# Qatar Airways Challenge
Le Qatar Airways Challenge est un tournoi de squash qui se tient à Doha et pour la dernière édition à Hyderabad. Le tournoi est sponsorisé par la compagnie aérienne Qatar Airways. Il fait partie du WSA World Tour (catégorie WSA Gold 50) et il est doté entre 70 000 $ et 80 000 $. Le premier tournoi se déroule en 2004 et s'interrompt définitivement en 2006.

## Palmarès
| Année | Championne       | Finaliste        | Score                |
| ----- | ---------------- | ---------------- | -------------------- |
| 2006  | Nicol David      | Rachael Grinham  | 4-9, 9-5, 9-0, 9-0   |
| 2005  | Rachael Grinham  | Natalie Grainger | 2-9, 10-8, 9-2, 9-2  |
| 2004  | Vanessa Atkinson | Cassie Jackman   | 9-2, 10-9, 6-9, 10-8 |